# Gericht Mansbach
Das Gericht Mansbach war ein Verwaltungs- und Gerichtsbezirk der Adelsgeschlechter Mansbach und Geyso unter der Oberhoheit des Hochstiftes Fulda.

## Geschichte
Die Besitztümer der Familie Mansbach waren wohl ursprünglich Allodien. Hinweise auf eine Herkunft der Besitzrechte aus einem Ministerialenverhältnis zu Fulda gibt es nicht. 1369 und 1380 wurde die Burg Mansbach als Allod bezeichnet, 1454 wurde sie erstmals als fuldisches Lehen bezeichnet. Die Rechtsstellung des Gerichtes war umstritten und Gegenstand einer Anzahl von Prozessen, in denen Fulda das Gericht als feudum oblatum bezeichnete, d. h. als ehemaliges Allod, bei dem sich die Herren von Mansbach jedoch freiwillig in ein Lehensverhältnis zu Fulda begeben hätten, um militärischen Schutz zu erhalten.
1652 kaufte der ursprünglich bürgerliche, landgräflich-hessische Generalleutnant Johann Geyso, Sohn des landgräflich-hessischen Rentmeisters in Borken, Peter Geyso, die Hälfte des Grundbesitzes derer von Mansbach, darunter die Burg Mansbach. Diese Hälfte der Herrschaft Mannsfeld bildete das Gericht Mansbach. Geyso gehörte ab 1653 zur fränkischen Reichsritterschaft. Das Gericht blieb bis zum Ende des HRR Besitz der Familie Geyso. 
Im Reichsdeputationshauptschluss wurde das Gericht Teil des Fürstentums Nassau-Oranien-Fulda. Organisatorisch wurde es dort als Teil des Fürstentums Fulda geführt und trug die Bezeichnung reichsritterschaftliches Gericht Mansbach. Mit der Gründung des Rheinbundes wurde es 1806 Teil des Königreichs Westphalen und war dort dem Departement der Werra und darin dem Distrikt Hersfeld zugeordnet. Als Ergebnis des Wiener Kongresses kam es 1816 kurzzeitig zu Preußen und dann zum Kurfürstentum Hessen und war dort Teil des Amtes Eiterfeld.

## Umfang
Das Gericht umfasste gemäß dem Huldigungsprotokoll von 1738 Breitzbach, Buchenmühle, Glaam, Mansbach, Standorfsmühl und einen Anteil an Wenigentaft.